# RealD 戲院
RealD 影院是一個數碼立體投影技術並由RealD 公司銷售，是目前最廣泛使用的適用於電影院的3D電影技術。

## 技術

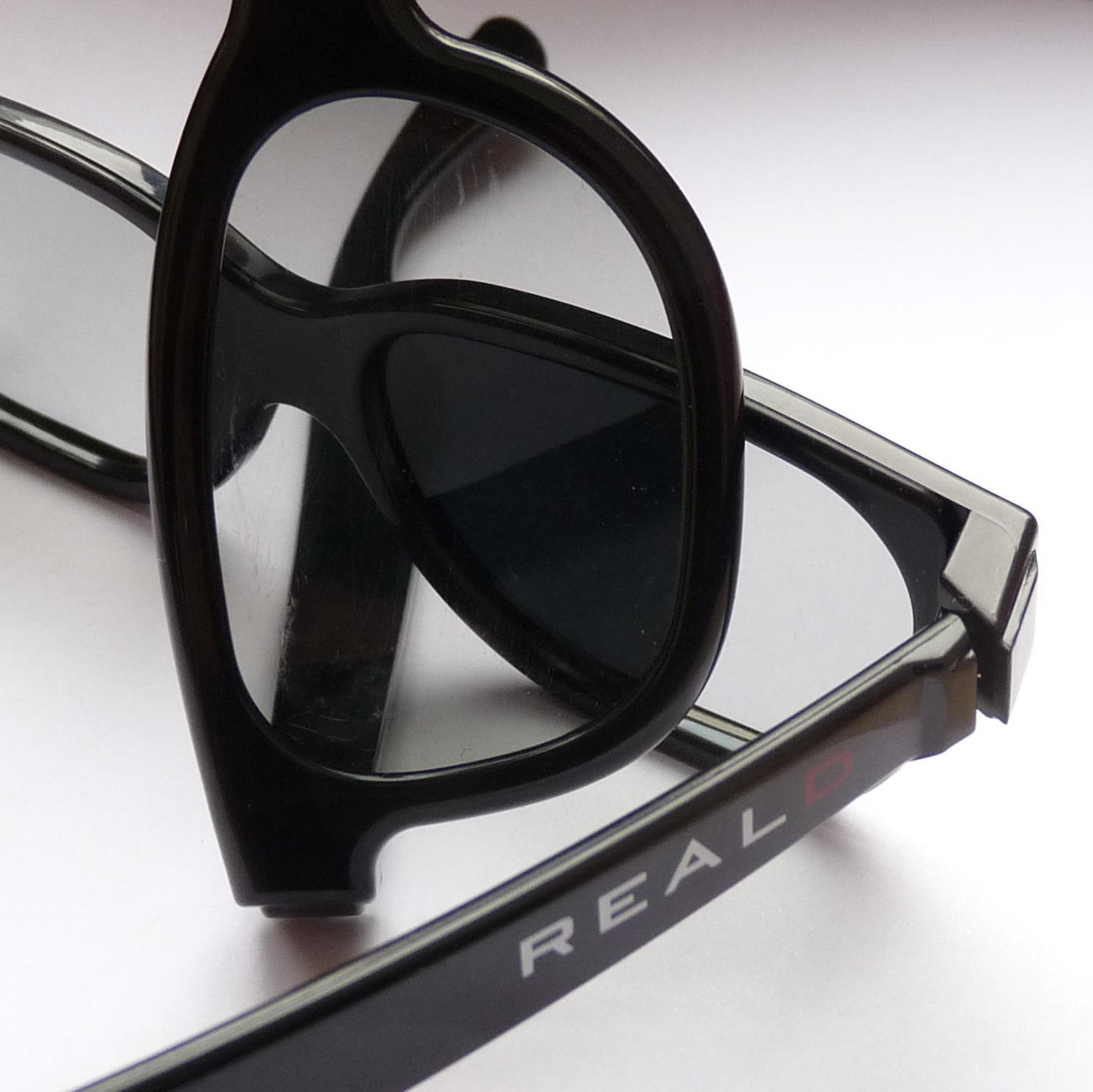
兩個 RealD 眼境顯示的偏振效應

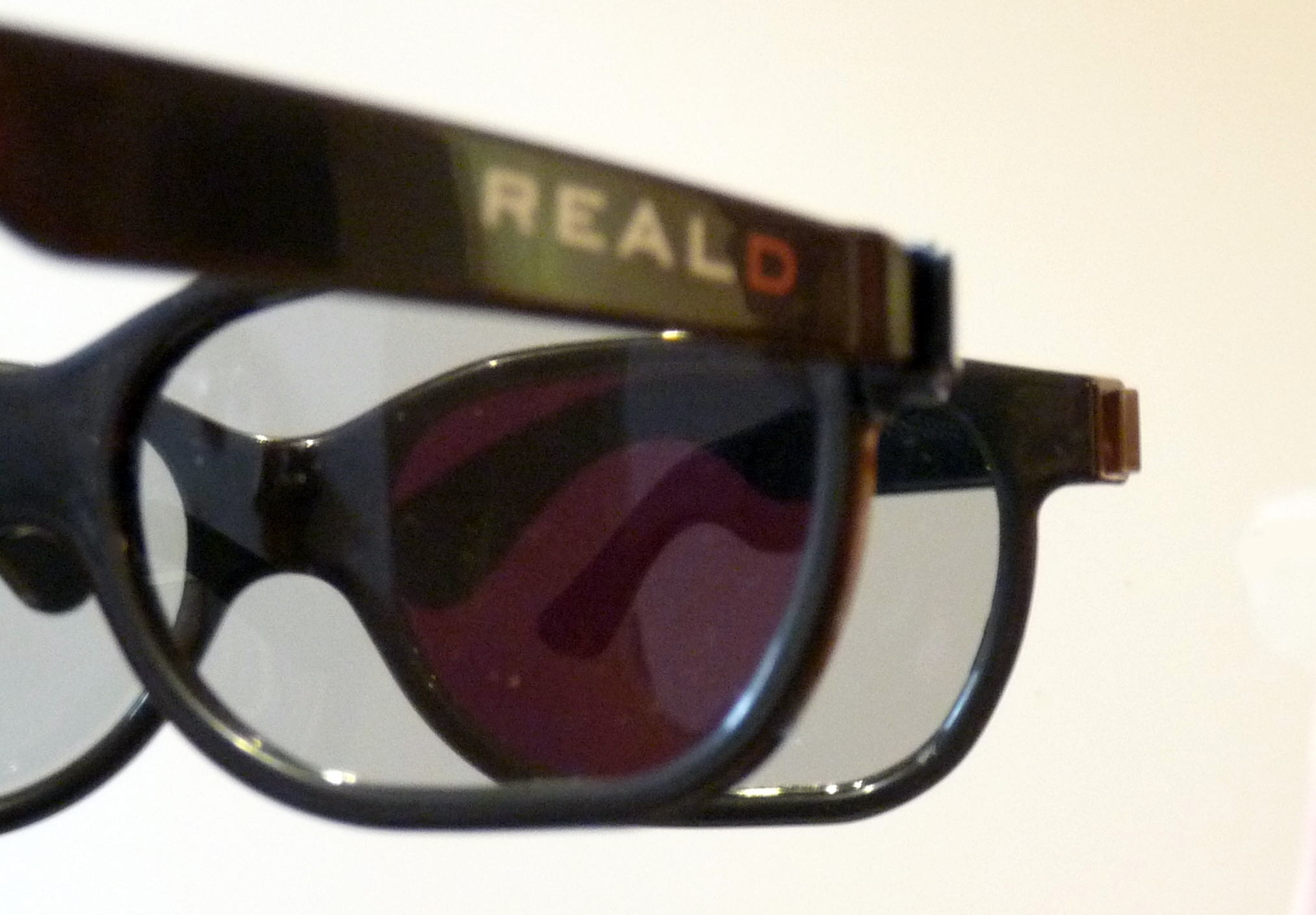
由於鏡片的不對稱性，黑暗反射出現在鏡片中。

RealD 3D 技術採用圓偏振光來產生立體圖像投影，優勢是觀眾能夠傾斜地觀看而不會看到雙重或變暗圖像。 然而與其他系統一樣，任何歪頭會導致不正確的立體圖像融合。
因為RealD 3D只使用投影機技術，受到亮度限制。該系統將有顯著的光損失; RealD的估計，觀看RealD 3D時和普通電影相比，觀眾只會看到約35％的光。 RealD 3D 採用高清晰度，數字影院級的影像投影技術。投影機交替投射右眼幀和左眼幀，它們之間的切換每秒144次。投影機使用得克薩斯儀器或索尼產生的數字或光處理設備。推挽光電液晶調製器(或稱為ZScreen)放置在投影機鏡頭前負責交替和分化每一幀。RealD 3D 推挽光電液晶調製器將右眼的幀順時針圓極化，左眼的幀則逆時針圓極化。觀眾戴上圓偏振光眼鏡後，相反的偏光鏡片令確保每隻眼睛看到只有其指定的幀。每幀預計可減少三次閃爍(稱為三重閃光系統)。通常在每眼秒24幀/秒，共48幀/秒。但可能導致微妙的鬼影。而RealD 3D則使用銀幕控制反射光的偏振和減少反射損耗，補充一些由偏振過濾器導致的畫質損失。

## 觀看舒適度
畫質由於使用偏振光技術，所以造成畫質損失。屏幕亮度一半損失在投影機前偏振過濾器，另四分之一損失在眼鏡上，真正到達眼睛的光線預計只有四分之一 。但由於銀幕有措施提升亮度，所以整體效果是戴著一副稍微變暗的眼鏡。不會看不清屏幕。
一些電影觀眾抱怨看3D時頭痛或噁心。這是因為觀眾傾斜頭部，使大腦難融合的兩幅圖像（由於視差和相機）。造成非常不同深度的場景之間的幀快速轉換。因此，觀看3D電影時應該避免傾斜頭部。

## 外部連結
- RealD 公司網站（页面存档备份，存于）